# Mikhaïl Lermontov
« Lermontov » redirige ici. Pour les autres significations, voir Lermontov (homonymie).
Œuvres principales

Mascarade (théâtre, 1835) 
Le Démon (poème, 1841)
Un héros de notre temps (roman, 1841)
Mikhaïl Iourievitch Lermontov (en russe : Михаил Юрьевич Лермонтов), né le 3 octobre 1814 (15 octobre dans le calendrier grégorien) à Moscou et mort le 15 juillet 1841 (27 juillet dans le calendrier grégorien) à Piatigorsk, est un poète, peintre, romancier et dramaturge russe, souvent appelé le « poète du Caucase »,.

## Biographie
Les actes de bravoure y ont alterné avec les farces de potache. Les impressions de ceux qui l'ont rencontré sont tout autant contrastées. Un héros de notre temps et Le Démon, les héros de ses deux chefs-d'œuvre, sont sans doute ceux qui dévoilent le mieux qui était Lermontov : un « enfant du siècle », aussi profondément romantique que russe.

### Enfance
Lermontov naît à Moscou dans une famille noble du gouvernement de Toula, tirant fierté de son origine écossaise (Lermont, Learmount ou Learmonths). Il perd sa mère alors qu'il n'a que trois ans, et son père à dix-sept ans. C'est sa grand-mère Élisabeth Alexeïevna Arsénieff (1773-1845), née Stolypine, qui l'élève, le tenant éloigné de son père, sous la menace de le déshériter. Son enfance se déroule dans le village de Tarkhany (gouvernement de Penza).

### Adolescence

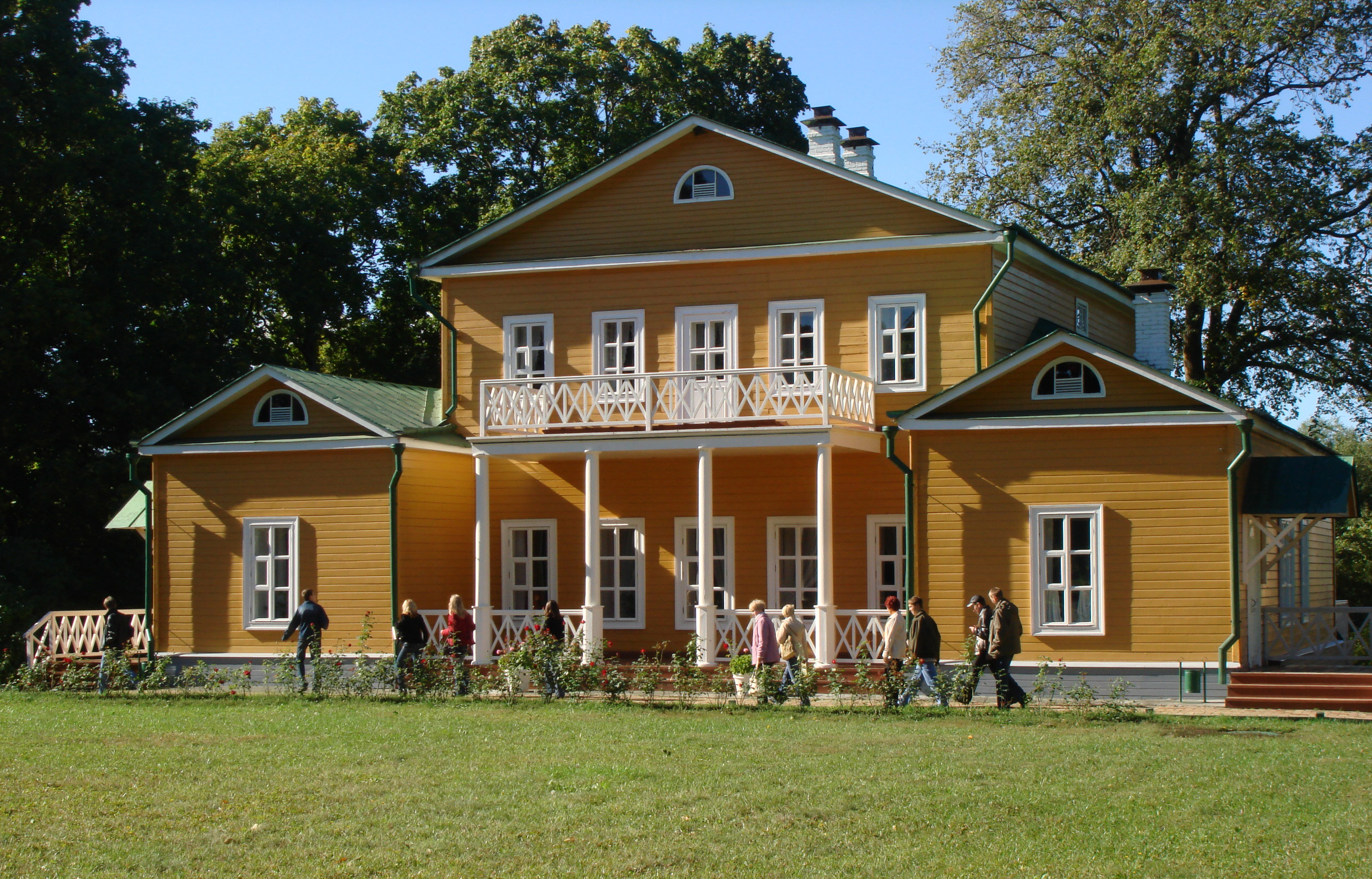
Manoir de Tarkhany, où il passa sa prime jeunesse, puis des séjours d'été

Lermontov s'installe à Moscou en 1827. Sa grand-mère l'y élève selon les règles de la grande aristocratie russe. L’atmosphère que l'adolescent respire diffère peu de celle dans laquelle Alexandre Pouchkine avait grandi, quinze ans auparavant. Lermontov fréquente la Pension noble (comme, avant lui, Alexandre Griboïedov), jusqu'à ce que celle-ci, jugée trop libérale, soit fermée par les autorités. Il s'inscrit ensuite à l'université de Moscou, en 1831 et 1832. Ses études s’y terminent abruptement, peut-être en raison du rôle joué dans certains actes d’insubordination vis-à-vis d'un enseignant autoritaire.
En 1832 sa grand-mère s'installe à Saint-Pétersbourg. Lermontov la suit et rejoint l’école des Cadets, d'où il sort cornette du régiment des hussards de la Garde.

### Premières œuvres
C'est pendant cette période de sa vie qu'il compose ses premiers poèmes inspirés par Pouchkine et Byron. Le style poétique de Lermontov ne tarde cependant pas à s’affranchir. Ceci se traduit notamment par un changement de thèmes, comme dans La Voile, où est évoqué le bonheur atteint dans la lutte. Lermontov entame aussi un roman, Vadim (1832-34), où il prend position pour les paysans opprimés et traite de l’insurrection de Pougatchev. Mais ces années sont surtout celles des grandes lectures : Pouchkine, maître incontesté des lettres russes, mais aussi Friedrich von Schiller, Byron et Victor Hugo.
Lermontov est aussi fortement marqué par l'atmosphère étouffante qui règne dans l'Empire russe depuis l'insurrection décabriste de 1825 : le pays est paralysé politiquement, socialement et moralement ; la noblesse est condamnée à une vie frivole et oisive.[réf. souhaitée] Les pensées et sentiments de Lermontov sont un reflet parfait de ceux des étudiants de son temps : indignation contre le servage, haine du despotisme et aspiration passionnée à la liberté.[réf. nécessaire]

### Vie mondaine
Jeune officier des hussards installé à Tsarskoïe Selo, Lermontov mène une vie mondaine grâce à l'argent que lui verse sa grand-mère. Elle lui inspire un drame en vers, Mascarade ou le Bal masqué (1835-1836), puis un roman, qui reste inachevé, La Princesse Ligovskoï, dans lequel apparaît déjà Pietchorine, le héros de son chef-d'œuvre en prose, Un héros de notre temps.
Un tournant intervient dans la vie de Lermontov lorsqu'il exprime, en 1837, son désarroi à l'annonce de la mort tragique de Pouchkine, dans un poème passionné adressé à Nicolas Ier. La Mort du poète dénonce les courtisans qui ont, selon Lermontov, provoqué le duel au cours duquel Pouchkine avait perdu la vie. Ces vers proclament aussi que si la Russie ne punit pas les coupables, un second poète ne lui sera pas donné... La Mort du poète vaut à Lermontov une célébrité immédiate, ainsi que la sympathie des nombreux amis de Pouchkine, comme le poète Vassili Joukovski ou Alexandra Smirnov, dame d'honneur de l'impératrice.

### Dans le Caucase
Nicolas Ier, cependant, trouve plus d’impertinence que d’inspiration dans cette adresse, puisque Lermontov est aussitôt envoyé dans le Caucase comme officier des dragons. Il avait déjà passé quelque temps pendant son enfance dans cette région, dont le décor montagneux et les habitants l'enchantent. Son chef-d'œuvre poétique, Le Démon, prend forme durant cet exil. Il écrit aussi Le Chant du tsar Ivan Vassilievitch et du hardi marchand Kalachnikov,, ainsi que le Boïar Orcha, inspirés de contes traditionnels russes. Finalement, il entame son grand roman en prose, Un héros de notre temps.

### Retour à Pétersbourg
Grâce à l'intervention de sa grand-mère, Lermontov obtient de revenir à Saint-Pétersbourg après six mois d'exil. En 1838 et 1839, il y savoure sa gloire littéraire, tout en écrivant Méditation qui décrit l'oppression de toute sa génération. Une fois de plus, il s'en prend aux "mondains grand monde", dans Nouvel An 1840. Finalement, après un duel contre Ernest de Barante, fils de l’ambassadeur de France, il est renvoyé dans le Caucase, où il combat avec bravoure. Lermontov avait achevé entre-temps Un héros de notre temps. Le roman, publié au printemps 1840, connaît un succès immédiat. L'écrivain y dépeint la tragédie de la jeunesse de son époque ; libérale et instruite, insatisfaite de la stagnation de la société, consciente de l'impossibilité de toute révolte, et considérant, dès lors, la vie comme futile. Cet ouvrage romantique, le premier roman psychologique russe, vaut à Lermontov d'être considéré en Russie comme un des fondateurs du réalisme.

### Mort

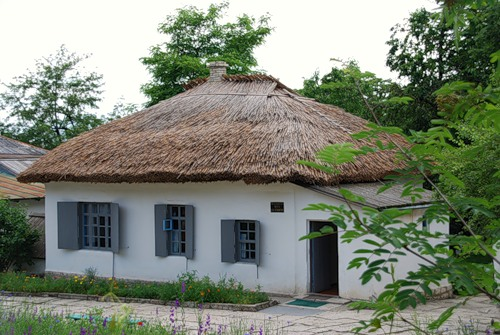
Maisonnette de Piatigorsk où Lermontov passa les deux derniers mois de sa vie

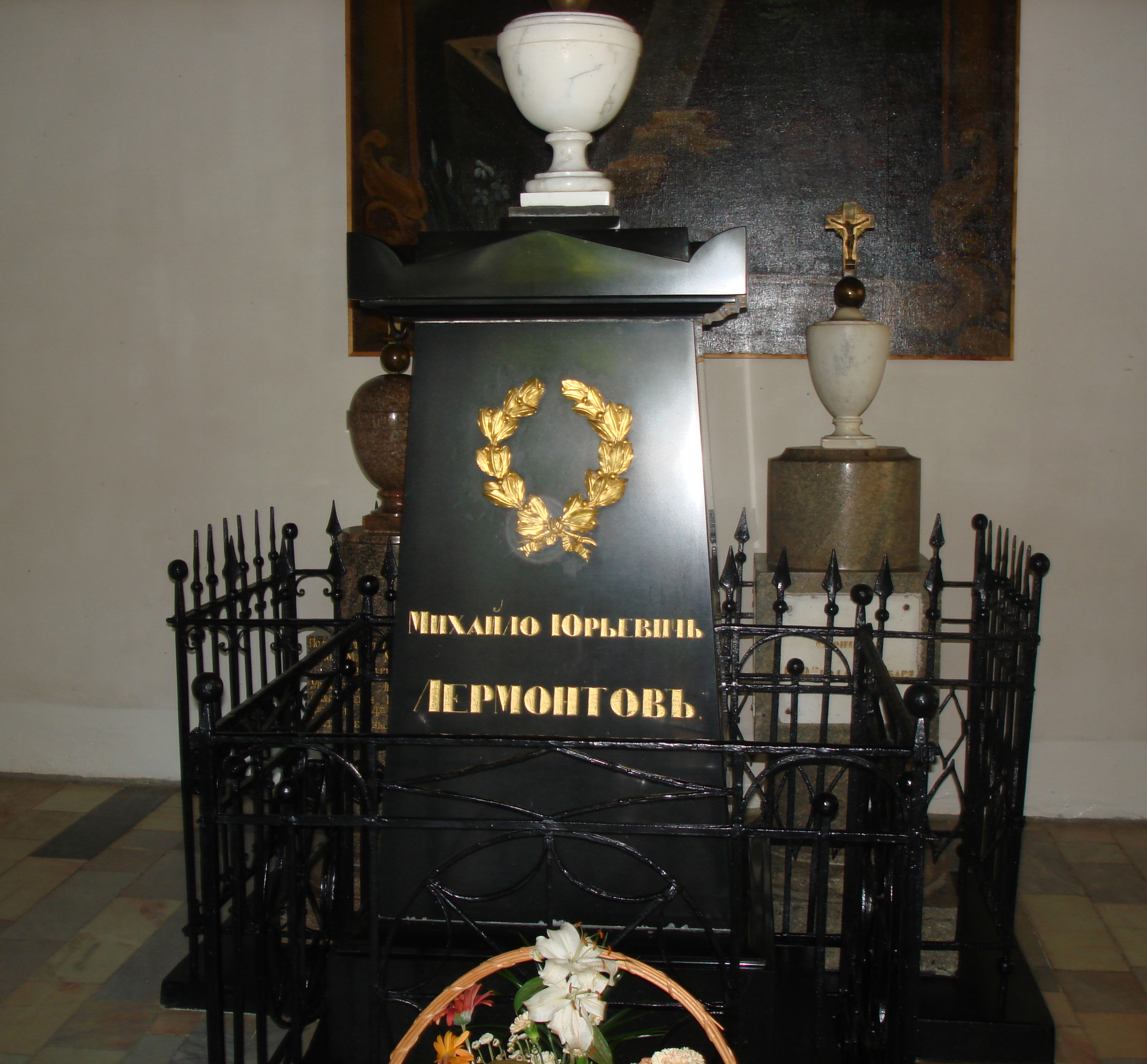
Tombe de Lermontov à Tarkhany

En 1841, Lermontov obtient encore une permission de deux mois à Pétersbourg, avant de repartir pour le Caucase, où il trouve bientôt la mort, lors d'un duel, à l'âge de 26 ans. Il aurait lui-même été à l'origine du combat fatal qui l'opposa à Nikolaï Martynov en juillet 1841, dans les environs de la ville d'eau de Piatigorsk, dans le Caucase. Il semble aussi que les duellistes se placèrent au bord d'un précipice, afin que la moindre blessure entraîne une chute mortelle, ainsi que dans le combat singulier décrit dans Un héros de notre temps. Comme dans le cas de Pouchkine, les circonstances de la mort de Lermontov ne sont pas claires, ce qui a donné naissance à diverses théories, notamment celle de l'assassinat. Lermontov est enterré dans le village de Tarkhany, où il avait passé son enfance.

## Œuvre

### Poèmes
| - Automne (1828) - Le Poète (1828) - Le Prisonnier du Caucase (1828) - Les Circassiens (1828) - Le Corsaire (1828) - L'Épouse du nord (1829) - Mon démon (1829) - Adieu (1830) - La Tombe du soldat (1830) - Premier amour (1830) - Étoile (1830) - La Voile (1831) - Requiem (1831) - L'Ange (1831) | - Pour un père et son fils, quelle épreuve fatale... (1831) - Izmaïl-Beï (1832) - Épitaphe (1832) - Hadji-Abrek (1833) - Aoul Bastoundji (1834) - Le Boyard Orcha (en) (1836) - Sashka (en) (1836) - Achik Kérib (1837) - La Dague (1837) - Le Chant du marchand Kalachnikov (en) (1837) - Borodino (1837) - La femme du trésorier Tambov (en) (1838) - La Mort du poète (1837) - Le Fugitif (en) (1938) | - Le Novice (en) (1840) - Le novice (1840), traduction française de Guy Imart (Alidades, 2024) - Le Bateau fantôme (1840) - Nuages (1840) - Le Chevalier captif (1840) - Le Démon (1841) - Le Prophète (1841) - Le Rocher (1841) - Ma Terre natale (1841) - Tamara (1841) - Le Pin (1841) - Adieu Russie, pays crasseux (1841) - La Princesse des mers (en) (1841) - Valerik (en) (1841) |

### Pièces de théâtre
- Les Tsiganes (1829) Esquisses
- Les Espagnols (1830)
- Des personnes et des passions (1830)
- Un homme étrange (1831)
- Mascarade ou le Bal masqué (1835)
- Deux frères (1836)

### Romans et prose
- Panorama de Moscou (1834), essai
- Vadim (ru) (1834), roman inachevé
- Je tiens à vous dire (1836), nouvelle
- La Princesse Ligovskoï (1836), roman inachevé
- Ashik Kerib (1837), conte turc
- Un héros de notre temps (1841), roman
- Schtoss (1841)

## Adaptations au cinéma
- 1910 : Vadim (Вадим), un film muet de Piotr Tchardynine, adapté de Vadim
- 1973 : Avril rouge (Il giorno del furore) d'Antonio Calenda, adapté de Vadim

## Prix littéraire
- Prix littéraire russe Mikhaïl-Lermontov créé en 2000.